# Alps Monogatari Watashi no Annette
Alps Monogatari Watashi no Annette (яп. アルプス物語　わたしのアンネット, Арупусу моногатарі ватасі но Аннетто) — аніме-серіал, створений на студії Nippon Animation в 1983 році за мотивами книги «Скарби снігу» письменниці Патриції М. Ст. Джон. Є частиною серії «Кінотеатр світових шедеврів».

## Сюжет
Аннетт і Люсьєн живуть в маленькому селі в Швейцарії. Вони були гарними друзями, доки через нещасний випадок, що стався з вини Люсьєна, молодший брат Аннетт (Дені) не стає інвалідом. Аннетт починає ненавидіти Люсьєна, Люсьєн намагається попросити вибачення, але Аннетт, як і раніше, відчуває гнів. Люсьєн зустрічає в лісі старого на ім'я Пегін, який виявляє у Люсьєна талант до різьби по дереву і навчає його цьому ремеслу. Одного разу Пегін розповідає Люсьену, що колись пограбував банк, але заново заробив усі ті гроші, що вкрав, і що хоче витратити їх на яку-небудь добру справу. Аннетт ламає дерев'яного коня, вирізаного Люсьеном для конкурсу ручних робіт, після чого мучиться від відчуття провини, це знову віддаляє їх від примирення.
Одного разу під Різдво пропадає Клаус — горностай Дені. Аннетт вирушає на пошуки звіра і підвертає ногу. Дівчинка боїться, що може замерзнути на смерть, але на щастя її знаходить Люсьєн. Аннетт зізнається що зламала його дерев'яну іграшку і просить у Люсьєна вибачення. Він вибачає її і відвозить Аннетт додому на санках. Люсьєн радий, що вони знову друзі. Незабаром Люсьєн дізнається від своєї сестри, яка працює покоївкою, що в сусідньому місті, у готелі, де вона працює, зупинився доктор Гівет — фахівець з переломів і травм кісток, але вже вранці лікар повинен був поїхати додому в Лозанну, і Люсьєн, попри хуртовину вирушає через гірський перевал до готелю. Люсьєн домовляється з лікарем, і той погоджується оглянути Дені. Після огляду, лікар повідомляє, що Дені зможе ходити, проте йому потрібна операція і тривала реабілітація в лікарні. Дідусь Пегін оплачує лікування Дені. З'ясовується, що лікар Гівет — це син дідуся Пегіна, який давно шукає свого батька. Дені разом з Аннетт вирушають з лікарем у лікарню в Лозанні, а після повернення Аннетт, Дені, і Люсьєн стають нерозлучні.

## Персонажі

### Родина Бюрні
Аннетт Бюрні (яп. アンネット・バルニエル, Аннетто Баруніеру)
Головна героїня. На початку історії їй 7 років. Живе в селі Росін'єр у Швейцарії. Вона жила щасливим і безтурботним життям, доки її мама не померла, народжуючи її молодшого брата Дені. Відтоді вона замінює Дені маму. Володіє запальним характером. Добре вчиться, але слабка в арифметиці.
П'єр Бюрні (яп. ピエール・バルニエル, Піе:ру Баруніеру)
Батько Аннетт і Дені. Фермер. Гарний батько. Він також замінює батька Люсьєну.
Франсін Бюрні (яп. フランシーヌ・バルニエル, Фурансі:ну Баруніеру)
Мати Аннетт і Дені. Померла відразу після того, як народила Дені.
Даніель «Дені» Бюрні (яп. ダニエル・バルニエル, Даніеру Баруніеру)
Молодший брат Аннетт. Народився в переддень Різдва, коли Аннетт було 7 років. Скорочено його звуть Дені. У нього є горностай на ім'я Клаус, якого він знайшов у своєму черевичку на Різдво.
Клод Марта (яп. クロード・マルタ, Куро:до Марута)
Тітка П'єра, двоюрідна бабуся Аннетт. Переїхала жити до П'єра після смерті Франсін, щоб допомогти піклуватися про Дені. Благочестива християнка.

### Родина Морель
Люсьєн Морель (яп. ルシエン・モレル, Русіен Мореру)
Найкращий друг Аннетт. Має талант до різьби по дереву. Грає з Аннетт, часто з нею свариться, але після сварки вони завжди миряться.
Елізабет Морель (яп. エリザベート・モレル, Ерідзабе:то Мореру)
Мати Люсьєна і Марі. Оскільки її чоловік помер, залишивши борг розміром у 50 франків, вона змушена його виплачувати.
Марі Морель (яп. マリー・モレル, Марі: Мореру)
Сестра Люсьєна. Старша за Люсьєна на 9 років. Живе і працює в готелі в Монтре, відправляє свою зарплату своїй матері.

### Село Росін'єр
Жан (яп. ジャン, Дзян)
Однокласник Аннетт і Люсьєна. Задирака.
Антон (яп. アントン, Антон)
Однокласник Аннетт і Люсьєна. Друг Жана.
Франц Йозеф (яп. フランツ・ヨーゼフ, Фуранцу Йо:дзефу)
Однокласник Аннетт і Люсьєна. Переїхав в Росін'єр з Кройцлінгена, тому спершу не вмів говорити по-французьки, але незабаром подружився зі своїми новими однокласниками і вивчив французьку мову. Пізніше йому довелося переїхати в Лозанну.
Маріанн (яп. マリアン, Маріан)
Однокласниця і подруга Аннетт. Їй подобається Франц Йозеф.
Крістина (яп. クリスチーネ, Курісуті:ну)
Однокласниця і подруга Аннетт.
Пан Николя (яп. ニコラス先生, Нікорасу-сенсей)
Шкільний учитель у селі Росін'єр. Доброзичливий і веселий.
Пегін (яп. ペギン, Пеґін)
Старий, який живе один у лісі, поряд із селом Росін'єр. Зустрічає Люсьєна в скрутну хвилину і надає йому підтримку. Вчить його різьбі по дереву.

### Родина лікаря Гівета
лікар Гівет (яп. ギベット, Ґібетто)
Відомий хірург, директор лікарні в Лозанні.
Елена (яп. エレナ, Ерена)
Дружина доктора Гівета, мати Елізабет, Марка і малюка, ім'я якого не згадується. Дуже схожа на Франсін і така ж добра.
Елізабет (яп. エリザベス, Ерідзабесу)
Дочка доктора Гівета. Спочатку ставилася зверхньо до Аннетт, але пізніше подружилася з нею.
Марк (яп. マーク, Ма:ку)
Син доктора Гівета. Доброзичливий хлопчик.